# Georg Holzer
Georg Holzer (* 9. März 1957 in Wien) ist ein österreichischer Slawist und Indogermanist.

## Leben
Nach der Matura 1975 studierte Holzer an der Universität Wien Slawistik und Indogermanistik, u. a. bei Radoslav Katičić und Manfred Mayrhofer, und wurde dort 1982 promoviert. Von 1980 bis 1983 war er als Lektor für deutsche Sprache an der Universität Zagreb, anschließend als Assistent am Institut für Slawistik der Universität Wien tätig. 1990 habilitierte er sich mit der Arbeit Entlehnungen aus einer bisher unbekannten indogermanischen Sprache im Urslawischen und Urbaltischen. Seit 1990 ist er außerordentlicher Professor für Slawistik an der Universität Wien und lehrt an kroatischen Universitäten. 
1995 trat Holzer mit einer neuen Theorie über den Entwicklungsstand der protoslawischen Sprache um 600 n. Chr. hervor. Die weitreichenden Aussagen auf vergleichsweise schmaler empirischer Basis haben nach anfänglicher Skepsis innerhalb der Slawistik weithin Anerkennung gefunden. 
Holzer absolvierte Forschungsaufenthalte in Zagreb (1996 und 2000), Breslau (1999), Ljubljana (2002) und Krakau (2003).
Er ist Autor des 2002 erschienenen Artikels Urslawisch im Lexikon der Sprachen des europäischen Ostens, das Teil der seit 2000 im Auftrag des österreichischen Wissenschaftsministeriums online publizierten Enzyklopädie des europäischen Ostens (EEO) ist.
Holzer gibt die Buchreihe Schriften über Sprachen und Texte heraus, in der bisher (Stand 2021) 13 Bände erschienen sind. Er ist zugleich Autor des ersten Bandes dieser Reihe (Das Erschließen unbelegter Sprachen, Wien 1996).
Zudem leitete Holzer ab 1. Januar 2001 das Forschungsprojekt Die Sprache des mittelalterlichen Slawentums in Österreich der Österreichischen Akademie der Wissenschaften (wissenschaftliche Mitarbeiterin Angela Bergermayer). Im Zuge dieses Projektes wurde ein Glossar der mittelalterlichen slawischen Wörter erstellt, die sich im namenkundlichen Material Österreichs belegen lassen. Nach jedem Eintrag wurden die urkundlichen Nennungen des (eingedeutschten) slawischen Wortes, der heutige Ortsname und dessen Lokalisierung angeführt.

### Mitgliedschaften
Von 1996 bis zu ihrer Auflösung 2011 war Holzer Mitglied der Balkan-Kommission der Österreichischen Akademie der Wissenschaften. Seit 2008 ist er korrespondierendes Mitglied der Kroatischen Akademie der Wissenschaften und Künste (HAZU). 2016 wählte ihn die neu gegründete Österreichische Gesellschaft für Kroatistik zu ihrem ersten Vorsitzenden.

## Veröffentlichungen (Monographien)
- Entlehnungen aus einer bisher unbekannten indogermanischen Sprache im Urslawischen und Urbaltischen. Verlag der Österreichischen Akademie der Wissenschaften, Wien 1989, ISBN 3-7001-1552-0 (Habilitationsschrift)
- Das Erschließen unbelegter Sprachen. Zu den theoretischen Grundlagen der genetischen Linguistik. Peter Lang, Frankfurt am Main u. a. 1996, ISBN 3-631-49372-X
- Die Slaven im Erlaftal. Eine Namenlandschaft in Niederösterreich. Herausgeber Anton Eggendorfer und Willibald Rosner, NÖ Inst. für Landeskunde, Sankt Pölten 2001, ISBN 3-85006-135-3
- Historische Grammatik des Kroatischen. Einleitung und Lautgeschichte der Standardsprache. Peter Lang, Frankfurt am Main u. a. 2007, ISBN 978-3-631-56119-5
- Namenkundliche Aufsätze. Praesens-Verlag, Wien 2008, ISBN 978-3-7069-0485-8
- Untersuchungen zum Urslavischen. Einleitende Kapitel, Lautlehre, Morphematik. Peter Lang, Berlin 2020, ISBN 978-3-631-81663-9